# LOOK

Logo

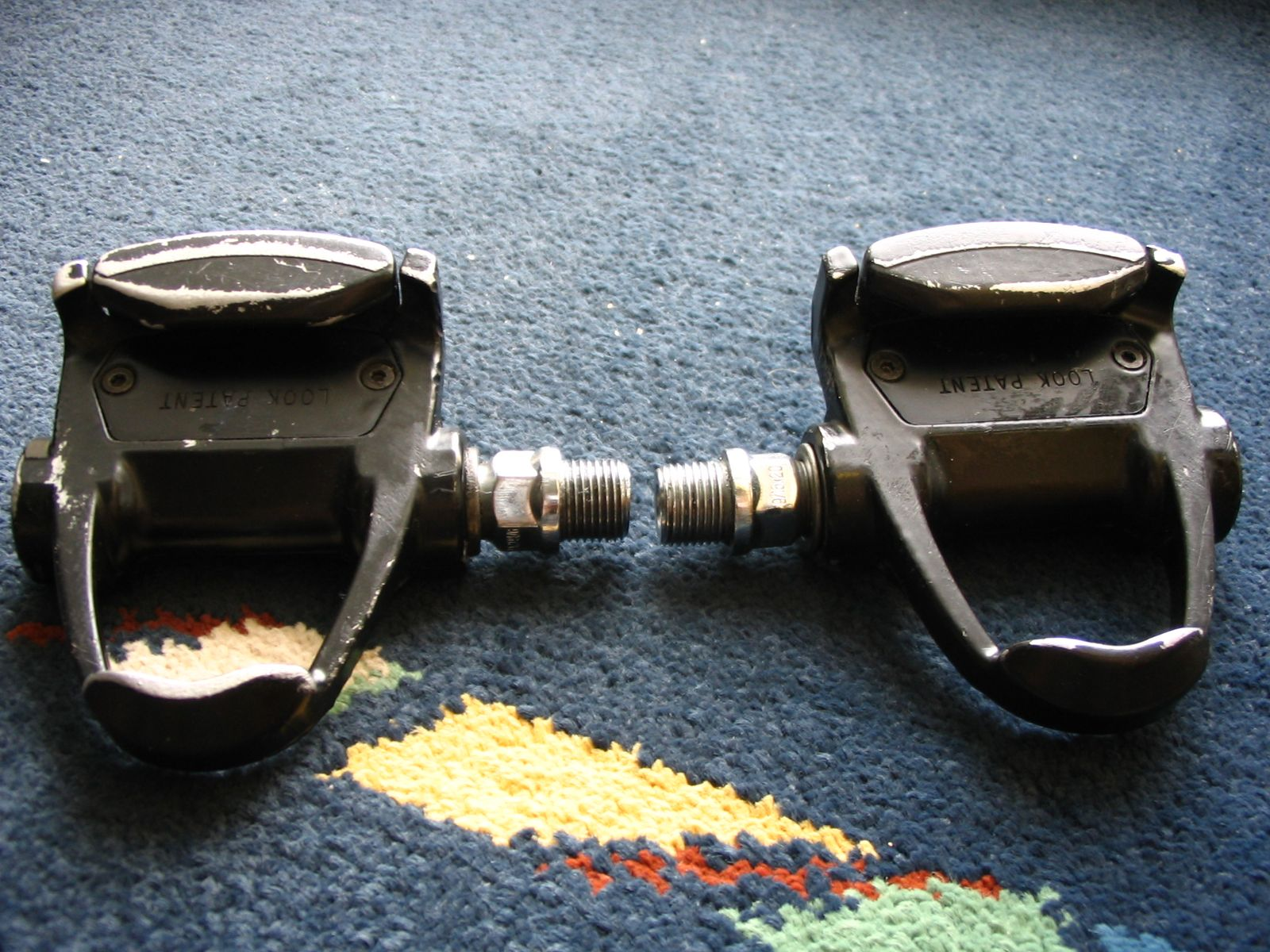
Pedalen van Look

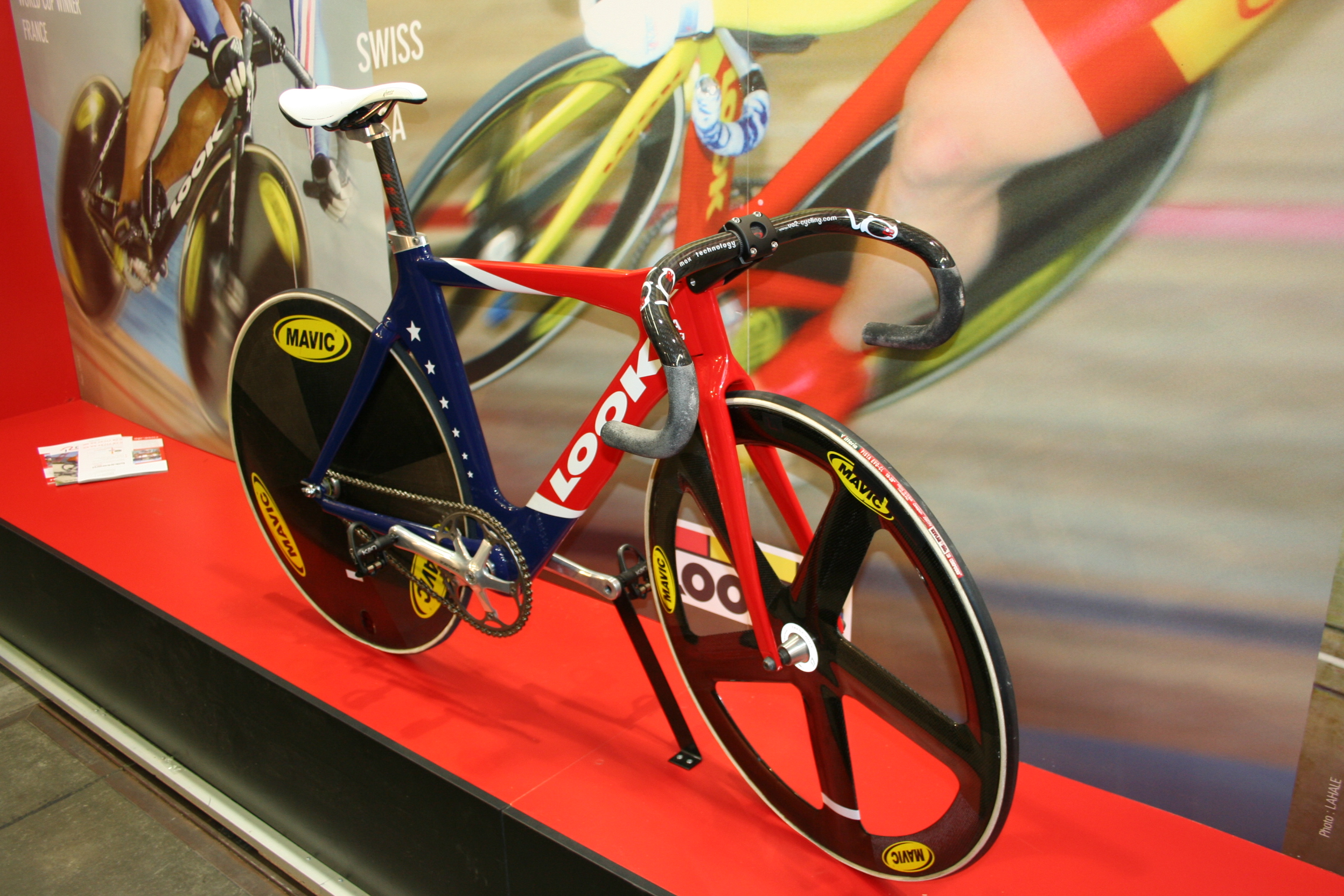
Baanfiets van Look

LOOK is een Franse fabrikant van voetbindingen en fietsen. Ze begonnen in de ski-industrie maar ontwikkelden als eerste een pedaal zonder toeclip, een klikpedaal in 1984. Later ontwikkelden ze ook fietsframes van carbon in 1986. Verscheidene professionele wielerteams uit de UCI ProTour kiezen ervoor om met Look te rijden.